# Dewa Alit
Dewa Ketut Alit (Pengosekan, Bali, Indonesia, 1973) es un compositor e intérprete de nueva música para gamelan balinés. Es considerado el compositor balinés más importante de su generación.
Nacido en 1973 en el seno de una familia de artistas de Pengosekan, Alit empezó a tocar el gamelan de muy pequeño. Así, sus primeros maestros fueron su padre Dewa Nyoman Flota y su hermano mayor Dewa Putu Berata. Empezó a interpretar en público a los 11 años, y con 13 años tocaba el ugal en el conjunto de gamelan Tunas Mekar de Pengosekan, el gamelan de adultos del pueblo. Entre los años 1988 y 1995 se unió al conjunto Gamelan Semara Ratih de Ubud, con el cual participó en giras internacionales.
En el año 1997 Alit fundó el gamelan Çudamani junto a sus hermanos, conjunto que pasó a considerarse uno de los mejores de su estilo y con el cual realizaron giras internacionales.
El acercamiento de Alit a la composición contiene innovaciones respecto al estilo de gamelan tradicional. Como ejemplos, podemos identificar la concepción rítmica inusual de Caru Wara (2005) o la innovación estructural y orquestal de Geregel (2000), que tuvo repercusiones fuera de Bali, siendo objeto de análisis a la publicación estadounidense "Perspectives on New Music". A partir del año 2010 empieza a alejarse del estilo de estas obras con composiciones más abstractas, como Salju o Es.
Alit enseña y compone de manera regular para conjuntos de gamelan de fuera de Bali: entre otros, el Gamelan Gita Asmara, el Gamelan Galak Tika o el Gamelan SingaMurti. Obras como Semara Wisaya (2004) o Pelog Slendro (2006) fueron estrenadas por conjuntos occidentales.
Su perspectiva particular, entre la tradición y la experimentación,  lo llevó a fundar su propio gamelan en 2007, Gamelan Salukat, adaptando el diseño y la afinación de los instrumentos a sus propias ideas compositivas.